# 国际博物馆日
国际博物馆日设在每年的5月18日，由国际博物馆协会（ICOM，International Council of Museums）于1977年5月18日制定，并从当年起开始举办。设立该主题日旨在号召世界各国关注博物馆和文化事业，促进世界博物馆事业的健康发展，在这一天，世界上许多国家和地区的公立博物馆都免费入场。
由1992年起，每年國際博物館日都會設定主題。国际博物馆理事会的国际海报于1997年首次制定，并在当年被28个国家采用。2009年，国际博物馆理事会吸引了90多个国家的20,000家博物馆参与举办活动。2010年，98个国家参加了庆祝活动，2011年有100个国家，2012年有129个国家的3万个博物馆参加。2011年，国际博物馆理事会的官方海报被翻译成37种语言。到2014年，有来自140个国家的35,000家博物馆参加。

## 主题
- 2024年 博物馆致力于教育和研究（Museums for Education and Research）
- 2023年 博物館、永續性與健康福祉（Museums, Sustainability and Wellbeing）
- 2022年 博物館的力量（The Power of Museums）
- 2021年 博物馆的未来：恢复与重塑（The Future of Museums: Recover and Reimagine）
- 2020年 致力于平等的博物馆：多元和包容（Museums for equality: Diversity and Inclusion）
- 2019年 作为文化中枢的博物馆：传统的未来 （Museums as Cultural Hubs: The Future of Tradition）
- 2018年 超連結的博物館：新方法，新公眾（Hyperconnected museums: New approaches, new publics）
- 2017年 博物馆与有争议的历史：博物馆讲述难以言说的历史（Museums and Contested histories : Saying the unspeakable in museums）
- 2016年 博物馆与文化景观（Museums and Cultural Landscapes）
- 2015年 博物馆为可持续社会（Museums for a Sustainable Society）
- 2014年 博物馆藏品架起沟通的桥梁（Museum collections make connections）[3]
- 2013年 博物馆（记忆+创造力）=社会变革（Museums (memory + creativity) = social change）
- 2012年 处于世界变革中的博物馆：新挑战、新启示（Museums in a Changing World. New challenges, New inspirations）
- 2011年 博物館與记憶（Museums and Memory）
- 2010年 博物館為社會和諧（Museums for social harmony）
- 2009年 博物館與旅遊業（Museums and tourism）
- 2008年 博物館－緊貼時代步伐（Museums as agents of social change and development）
- 2007年 博物館與共同遺產（Museums and Universal Heritage）
- 2006年 博物馆与青少年（Museums and young people）
- 2005年 博物馆文化橋樑（Museums bridging cultures）
- 2004年 博物馆与无形遗产（Museums and Intangible Heritage）
- 2003年 博物馆与朋友（Museums and Friends）
- 2002年 博物馆与全球化（Museums and Globalisation）
- 2001年 博物馆与建设社区（Museums: building community）
- 2000年 致力于社会和平与和睦的博物馆（Museums for Peace and Harmony in Society）
- 1999年 发现的喜悅（Pleasures of discovery）
- 1997年至1998年 与非法贩运文物行為鬥爭（The fight against illicit traffic of cultural property）
- 1996年 为明天收藏今日（Collecting today for tomorrow）
- 1995年 回应与责任（Response and responsibility）
- 1994年 博物馆幕后（Behind the Scenes in Museums）
- 1993年 博物馆与原住民（Museums and Indigenous Peoples）
- 1992年 博物馆与环境（Museums and Environment）

## 图片集
- 2022博物馆日主题海报
- 2021博物馆日主题海报

## 站外链接
- 国际博物馆协会网站的国际博物馆日网页